# Goin' to Town (pel·lícula de 1935)
Goin' To Town és una pel·lícula de comèdia musical de 1935 estatunidenca dirigida per Alexander Hall i escrita per Mae West. És protagonitzada per la mateixa Mae West, Paul Cavanagh i Gilbert Emery. La pel·lícula va ser estrenada el 25 d'abril de 1935 per Paramount Pictures.

## Argument
Cleo Borden és una cantant de saló de l'oest, el nuvi de la qual mor just abans del dia del seu casament i li deixa una fortuna. Ella posa la mirada en un guapo britànic i es passa la resta de la pel·lícula intentant captivar-lo.

## Repartiment
- Mae West com Cleo Borden
- Paul Cavanagh com Edward Carrington
- Gilbert Emery com Winslow
- Marjorie Gateson com Mrs. Crane Brittony
- Ivan Lebedeff com Ivan Valadov
- Fred Kohler com Buck Gonzales
- Monroe Owsley com Fletcher Colton
- Grant Withers com jove
- Luis Alberni com Sr. Vitola
- Lucio Villegas com Sr. Ricardo Lopez
- Mona Rico com Dolores Lopez
- Wade Boteler com Cap del ranxo
- Paul Harvey com Donovan

## Sobre la pel·lícula
West ja era l'actriu més ben pagada de Hollywood quan es va estrenar Goin' To Town, i les seves actuacions atrevides i controvertides i l'humor descarat i irreverent l'havien convertit en una figura popular. A Goin' To Town, aporta totes aquestes qualitats al paper de Cleo Borden, oferint una actuació memorable i entretinguda que ha ajudat a fer de la pel·lícula un clàssic de la seva època.
La pel·lícula va ser un èxit de taquilla després de la seva estrena i va rebre crítiques generalment positives de la crítica, que va elogiar el seu humor i l'actuació de West. El títol original de la pel·lícula era "Now I'm A Lady", però l'oficina de Hays va ordenar el canvi de títol just abans de l'estrena de la pel·lícula. El mico mascota de Mae West, "Boogie", fa un cameo a la pel·lícula. Un número musical, "Love is Love in any Woman's Heart" va ser retallat de la pel·lícula a petició de l'estrella, va sentir que no estava en línia amb el seu personatge. La cançó encara s'utilitza sobre els títols de tancament.